# 꽃 이야기
《꽃 이야기》(일본어: 花物語 하나모노가타리[*])는 일본의 소설가 니시오 이신이 고단샤를 통해 연재한 소설이다. 
스토리상 시점은 고등학교 졸업 이후의 시간을 다루고 있으며 화자는 아라라기 코요미가 아닌 칸바루 스루가이다. 대한민국에서는 학산문화사를 통해 꽃 이야기라는 이름으로 발매되었다.

## 애니메이션
2014년 8월 16일에 5화 연속으로 방영되었다.

대한민국에서는 애니플러스에서 방송되었다.

### 주제가
- 오프닝 - <The last day of my adolescence> (내 청소년기의 마지막 날)
- 엔딩 - <花痕-shirushi> (화흔-증표-)